# Equisetum meridionale
Equisetum meridionale är en fräkenväxtart som först beskrevs av Carl August Julius Milde, och fick sitt nu gällande namn av Emilio Chiovenda. Equisetum meridionale ingår i släktet fräknar, och familjen fräkenväxter. Inga underarter finns listade i Catalogue of Life.